# Nimda
Nimda («admin» задом наперёд) — многовекторный компьютерный червь, написанный на языке C++ и распространяющийся по электронной почте, заражённым веб-сайтам, локальным сетям, серверам и бэкдорам, оставленными другими вирусами. Изначально должен был называться «Concept», но это название уже было занято другим вирусом. Впервые был замечен 18 сентября 2001 года. Поражал персональные компьютеры на системах Windows 95, Windows 98, Windows XP, Windows 2000 и Windows NT. Червь сильно забивал интернет-трафик, значительно замедляя его работу.

## Происхождение вируса
Происхождение вируса неизвестно. В коде первой версии вируса содержится строка «Concept Virus(CV) V.5, Copyright(C)2001 R.P.China.», что наталкивает на мысль, что вирус имеет китайское происхождение.

## Технические детали
Червь мог распространяться и заражать устройства несколькими способами:
- Через электронную почту, рассылая письма с вложениями «readme.exe», причём тема письма не всегда одинаковая.
- При нахождении уязвимого www-сервера Nimda мог изменить JavaScript-код случайных страниц на этом сайте. При заходе на них скачивался вирус.
- Эксплуатируя бэкдоры в серверах IIS, созданные червями Code Red II и Sadmind, и другие уязвимости в Internet Information Services (IIS).

Червь модифицирует веб-документы (например, с расширениями .htm, .html и .asp) и некоторые исполняемые файлы и создаёт несколько своих копий под разными названиями. Червь также содержит код, который будет рассылать заражённые сообщения электронной почты каждые 10 дней. Иногда Nimda может привести к отказу в обслуживании пропускной способности в сетях с заражёнными машинами.

## Версии вируса
У Nimda есть несколько вариаций, которые мало чем отличаются от оригинала. В версии Nimda.b всего лишь была заменена одна строка. Nimda.c являлась оригинальной версией вируса, упакованной UPX. Nimda.d был разослан в октябре 2001 г., строка-копирайт была заменена на «HoloCaust Virus.! V.5.2 by Stephan Fernandez.Spain». Nimda.e был обнаружен почти одновременно с Nimda.d, в нём появились отличия в коде, некоторые функции были оптимизированы, а названия загружаемых файлов изменены.